# Wywiad położniczy
Wywiad położniczy – wywiad specjalistyczny, ginekologiczno-położniczy, stanowi badanie podmiotowe, którego celem jest uzyskanie przez lekarza ginekologa lub położną informacji ukierunkowanych na zmianach w miednicy mniejszej kobiety. 
Wywiad ginekologiczno-położniczy obejmuje: 
- datę pierwszej i ostatniej miesiączki
- przebieg procesu pokwitania
- regularność i długość cykli miesiączkowych, obfitość krwawienia
- przeszłość położniczą
- przebyte operacje w miednicy mniejszej
- występowanie krwawień niezwiązanych z cyklem miesięcznym
- występowanie bólu w okolicy miednicy mniejszej lub w okolicy krzyżowej
- występowanie świądu sromu i pochwy oraz upławy
- problemy z nietrzymaniem moczu
- występowanie uderzeń gorąca, zmienność nastroju, potliwość, drażliwość